# Tadla-Azilal
Tadla-Azilal  (arapski:تادلة أزيلال‎) je jedna od 16 regija Maroka i nalazi se središtu kraljevine. U području regije živi 1.450.519 (stanje po popisu iz 2004. godine), na površini od 17.125 km2. Glavni grad je Beni Mellal.

## Administrativna podjela
Regija se sastoji od sljedećih provincija :
- Azilal
- Béni-Mellal

## Gradovi
Veći gradovi u regiji su:
- Azilal
- Fquih Ben Salah
- Kasba Tadla
- Suq as-Sabt Awlad an-Nama